# Налчик
Налчик (на руски: Нальчик) е град в Русия, главен град на руската република Кабардино-Балкария. Разположен е на река Налчик (приток на Терек) в живописна местност в подножието на Кавказкия хребет на височина 512 метра над морското равнище.

## Население
| 1939   | 1959   | 1970    | 1979    | 1989    | 2002    | 2007    | 2020    |
| ------ | ------ | ------- | ------- | ------- | ------- | ------- | ------- |
| 48 000 | 88 000 | 146 000 | 207 500 | 234 547 | 274 974 | 270 400 | 296 736 |

### Национален състав
По преброяване на населението от 2002 г.
- 1) Кабардинци – 42,3 %
- 2) Руснаци – 31,3
- 3) Балкарци – 13,2 %
- 4) други – 13,2 %

## Култура и образование

### Музеи и театри
Музеи: краеведчески, науката и техниката, изкуството и др., в това число няколко изложени галерии.
В града се намират и няколко театъра, в това число драматичен, художествен, зелен (открит амфитеатър в градския парк), а също така посветтен на поета кабардинец Али Шогенцуков и балкареца Кайсин Кулиев.

### Учебни заведения
- Кабардино-балкарска държавна селскостопанска академия
- Кабардино-балкарски държавен университет
- Кабардино-балкарски институт за бизнес
- Севернокавказски държавен институт на изкуствата
- Филиал на Ростовската държавна икономическа академия
- Филиал на Таганрогския държавен радиотехнически университет
- Музикално училище и консерватория
- Педагогическо училище
- Технологически техникум

## Побратимени градове
- Аман, Йордания
- Рино, Невада, САЩ